# Расчёска
Расчёска — индивидуальный предмет быта для расчёсывания волос, массажа головы и нанесения воды на волосы. Также есть расчёски для шерсти животных. Существует два основных типа расчёски — гребень и щётка для волос (массажная щётка). Гребень также может служить украшением, например, как часть испанского национального костюма.

## История

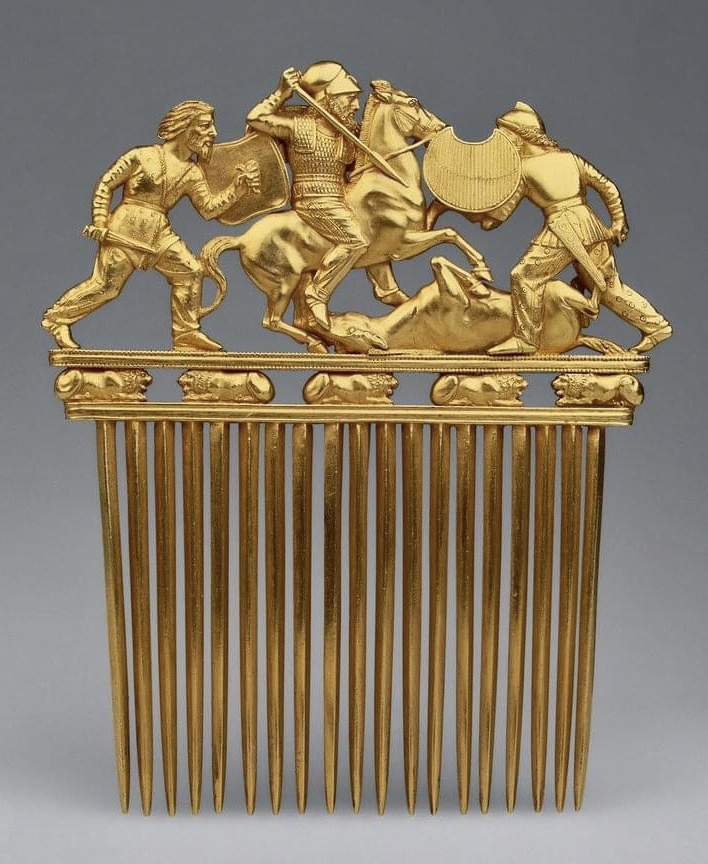
Солохский золотой гребень, скифы, обнаружен в курганном захоронении Солоха, хранится в Эрмитаже

Древние гребни обнаруживаются в большинстве известных культур, начиная с палеолита. В Европе и кочевых культурах являются частым элементом погребального инвентаря. В Египте были обнаружены резные гребни с зооморфным украшением-навершием, относящиеся к самому раннему, додинастическому периоду развития древнеегипетской культуры (IV тыс до н. э.). Чаще всего древние гребни изготавливались из кости, рога или дерева и покрывались орнаментом, характерным для данной культуры. Гребни являются одним из самых частых и показательных видов археологических находок, поскольку являются индивидуальными предметами.
В Раннее Средневековье появляются специальные литургические гребни, которыми священники расчесывали волосы во время торжественного облачения перед богослужением. Такие предметы носили не только бытовую, но и сакральную функцию.

## Роль расчёски
Расчёски могут применяться с разными целями, среди них:
- Приведение в порядок длинных волос
- Укладывание волос
- Чтобы удалять выпавшие волосы
- Удаление из хлопкового волокна зёрен и прочего мусора
- Музицирование
- Вычёсывание паразитов (вшей, гнид и прочих)

## Материал расчёски

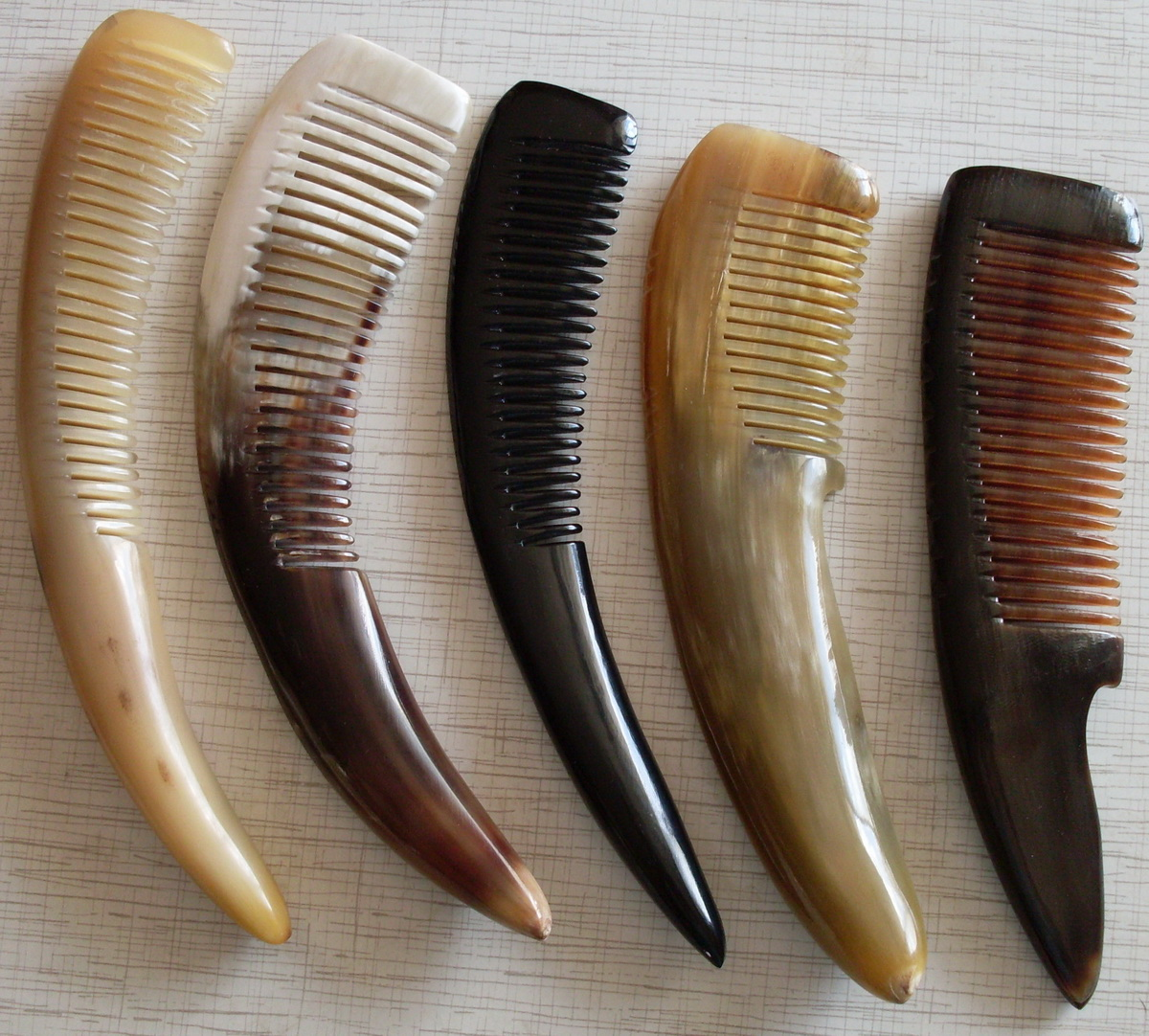
Роговые расчески

Расчески могут быть сделаны из разного материала, обычно их делают из дерева или из пластика. Также у мужчин пользуются популярностью расчёски из нержавеющей стали и дюралюминия. Некогда расчески производили из слоновой кости и китового уса, но сейчас из опасения за сохранение животных производство практически прекращено. Если расчёски делают из дерева, то это, как правило, вишня или сосна. Хорошо сделанная деревянная расчёска должна быть отполирована.
Гребни чаще всего изготавливаются из кости, дерева, металлов, в том числе драгоценных, пластмассы и т. д.
Часто расчески делают из композиции 3 разных материалов, ручка из пластика или дерева, зубчики из пластика или металла, резиновый слой для крепления зубчиков.
В зависимости от применяемых материалов будет разная электризация волос от расчески.
Поскольку пластики сильно электризуются, производители стремятся придать пластику антистатические свойства с помощью покрытий, к примеру напыления металла. 
Композитные массажные расчески с металлическими зубчиками, закрепленными в резине, зачастую также электризуются из-за свойств резины, которая электризуется, как и любой пластик.

## Расчёска в мифологии
В мифологии расчёска — символ женственности. Во времена антики с расчёской особенно тесно были связаны водные существа. Расчёсывались, например, сирены, русалки и нереиды. Расчёска была атрибутом многих богинь, особенно богинь любви и воды — Венеры, Афродиты и Фетиды.
Расчёсывание как магическое действие и сама расчёска имели разные значения: с одной стороны, это символ красоты и сексуальной привлекательности женщин, но с другой — символ таинственного, непроходимого. В сказках многих культур встречаются герои, которые во время бегства бросают за собой расчёску, из которой вырастает дикий непроходимый лес или куст, не пропускающий преследователей.
О ведьмах говорили, что они расчёсыванием своих волос могли влиять на погоду и вызвать бурю.